# Chełm (Pojezierze Poznańskie)
Wzgórze Chełm, także Góra Chełmińska, Góra Czarownic – wzgórze o wysokości 130,3 m n.p.m. stanowiące najwyższy punkt powiatu szamotulskiego i jedno z wyższych wzniesień Pojezierza Poznańskiego. Położone jest w zachodniej części wsi Chełmno w gminie Pniewy, w sąsiedztwie drogi krajowej nr 92.
Wzgórze Chełm jest pod względem morfologicznym pagórem kemowym. Pokrywa je gęsty las. Dojście jest łagodniejsze od strony wschodniej, natomiast od strony północnej kończy się ono stromym urwiskiem, z którego brzegu roztacza się widok na pobliskie pola uprawne i wzniesienia. Na obszarze wzniesienia znajduje się kaplica grobowa rodziny Sczanieckich z 1785, a u jego stóp zbudowano kapliczkę wotywną i dawny pałac Raczyńskich. Zgodnie z lokalną legendą na szczycie wzniesienia dawniej palono czarownice.